# 995 Штернберґа
995 Штернберґа (995 Sternberga) — астероїд головного поясу, відкритий 8 червня 1923 року.
Тіссеранів параметр щодо Юпітера — 3,351.